# Crozetaalscholver
De Crozetaalscholver (Leucocarbo melanogenis, synoniem: Phalacrocorax melanogenis) is een vogel uit de familie Phalacrocoracidae (Aalscholvers).

## Verspreiding en leefgebied
Deze soort komt voor op de Prins Edwardeilanden en de Crozeteilanden.

## Status
De crozetaalscholver komt niet als aparte soort voor op de lijst van het IUCN, maar is daar een ondersoort van de keizeraalscholver (L. atriceps melanogenis).